# VJ특공대
《VJ특공대》는 KBS 2TV에서 2000년 5월 5일부터 2018년 9월 7일까지 방송했던 교양 프로그램이었다.

## 기획 의도
실생활에 유용한 정보와 화제를 담아낸 프로그램

## 역사
1997년에 《특종! 비디오 저널》이라는 명칭으로 처음 시작하였으나, 1998년에 종영되었고, 2000년 5월 5일 《VJ 특공대》라는 첫 방송을 시작하였으며, 당시에는 KBS 1TV에서 방영되었다. 같은 해 10월 KBS 2TV로 옮겨 매주 금요일 밤 시간대에 방영되었다. 주말을 앞둔 시청자들로부터 큰 인기를 끌었다. 본 프로그램은 사회적 이슈를 심층적으로 다루었으며, 젊은 VJ들이 직접 현장을 취재하여 전달하는 형식으로 주목받았다.
그러나 2018년 9월 7일 방송을 마지막으로 프로그램은 종료되었다. 종료의 주요 원인으로는 프로그램 소재의 고갈과 미디어 환경의 변화 등이 지적되었다. 유튜브와 같은 디지털 플랫폼의 확산으로 전통적인 방송 프로그램의 영향력이 감소한 점이 큰 영향을 미쳤다.

## 방송 시간
| 방송 채널 | 방송 기간                           | 방송 시간                           | 비고  |
| --------- | ----------------------------------- | ----------------------------------- | ----- |
| KBS 1TV   | 2000년 5월 5일 ~ 2000년 10월 6일    | 매주 금요일 밤 10시 ~ 11시          |       |
| KBS 2TV   | 2000년 10월 13일 ~ 2001년 7월 27일  | 매주 금요일 밤 9시 50분 ~ 10시 50분 |       |
| KBS 2TV   | 2001년 12월 7일 ~ 2002년 1월 4일    | 매주 금요일 밤 9시 50분 ~ 10시 50분 |       |
| KBS 2TV   | 2001년 8월 3일                      | 금요일 밤 9시 55분 ~ 10시 55분      |       |
| KBS 2TV   | 2001년 8월 10일                     | 금요일 밤 9시 55분 ~ 10시 50분      |       |
| KBS 2TV   | 2001년 8월 17일 ~ 2001년 11월 30일  | 매주 금요일 밤 9시 50분 ~ 11시      |       |
| KBS 2TV   | 2002년 1월 11일 ~ 2002년 10월 25일  | 매주 금요일 밤 9시 50분 ~ 11시      |       |
| KBS 2TV   | 2002년 11월 1일 ~ 2012년 10월 5일   | 매주 금요일 밤 9시 55분 ~ 11시 5분  |       |
| KBS 2TV   | 2014년 11월 7일 ~ 2014년 12월 19일  | 매주 금요일 밤 10시 ~ 11시 10분     |       |
| KBS 2TV   | 2016년 10월 21일 ~ 2017년 5월 26일  | 매주 금요일 밤 10시 ~ 11시 10분     |       |
| KBS 2TV   | 2012년 10월 12일 ~ 2014년 10월 31일 | 매주 금요일 밤 10시 ~ 11시 15분     |       |
| KBS 2TV   | 2015년 1월 9일 ~ 2015년 5월 1일     | 매주 금요일 밤 8시 30분 ~ 9시 30분  |       |
| KBS 2TV   | 2015년 7월 24일 ~ 2016년 3월 25일   | 매주 금요일 밤 8시 30분 ~ 9시 30분  |       |
| KBS 2TV   | 2015년 5월 8일 ~ 2015년 7월 10일    | 매주 금요일 밤 8시 30분 ~ 9시 15분  | [ 1 ] |
| KBS 2TV   | 2016년 4월 8일 ~ 2016년 10월 14일   | 매주 금요일 밤 8시 30분 ~ 9시 35분  |       |
| KBS 2TV   | 2017년 6월 9일 ~ 2018년 9월 7일     | 매주 금요일 밤 10시 ~ 11시          |       |

## MC
| 대수 | 진행자             | 진행 기간                          | 비고  |
| ---- | ------------------ | ---------------------------------- | ----- |
| 1대  | 배우 심혜진        | 2000년 5월 5일 ~ 2000년 7월 14일   |       |
| 2대  | 황수경 前 아나운서 | 2000년 7월 21일 ~ 2004년 8월 13일  | [ 2 ] |
| 3대  | 황정민 前 아나운서 | 2004년 8월 20일 ~ 2007년 7월 6일   |       |
| 4대  | 이정민 前 아나운서 | 2009년 4월 24일 ~ 2011년 11월 4일  |       |
| 5대  | 이지애 前 아나운서 | 2011년 11월 11일 ~ 2013년 4월 5일  | [ 3 ] |
| 6대  | 신윤주 아나운서    | 2013년 4월 12일 ~ 2014년 12월 19일 |       |
| 7대  | 이지연 아나운서    | 2015년 1월 9일 ~ 2016년 10월 28일  |       |
| 8대  | 정다은 前 아나운서 | 2016년 11월 4일 ~ 2017년 5월 19일  |       |
| 9대  | 이선영 前 아나운서 | 2017년 5월 26일 ~ 2018년 6월 8일   |       |
| 10대 | 이현주 아나운서    | 2018년 6월 29일 ~ 2018년 9월 7일   |       |

## 논란

### 인터뷰 조작
2010년 12월 19일에 방송된 《MBC 뉴스데스크》에서 《VJ특공대》542회의 일부 내용이 조작되었다고 보도해 논란이 되었다. 보도 내용에 따르면〈특명 열도를 흔들어라 - 아이돌 일본 점령기〉편에서 인터뷰를 한 사람들이 일본인 관광객들로 소개되었으나, 실제로는 제작진이 한국에 거주하고 있는 일본인 유학생과 회사원들을 섭외하여 관광객으로 둔갑했다고 밝혔다.
이에 대해 KBS 협력 제작국은, 해당 내용이 사실일 경우 제작진에게 강력한 제재를 할 것이며, 이와 함께 제작 지침을 철저히 교육할 것이라고 밝혔다. 또한, 해당 방송분에 대한 다시보기의 제공을 중지하였다. 확인 결과 제작진이 대한민국 내에 거주하고 있는 일본인들도 참여가 가능한 관광 상품으로 잘못 안 것 때문이었음이 밝혀져 해당 제작진에게 징계를 내렸다. 결국, 이들이 소속된 외주제작사는 《VJ특공대》의 제작을 더 이상 할 수 없게 되었다.

### 폭주족 논란
2011년 2월 18일에 방송된〈누구도 예외일 수 없다 - 중독에 빠진 사람들〉편에서 자동차 동호인들을 폭주족인 것처럼 묘사하여 논란을 일으켰다. 제작진은 이에 대해 신종 중독에 대한 내용을 다루고자 기획의도 전반에 대해 출연자들에게 충분히 설명했고 출연자들도 이같은 입장에 동의했다고 해명하였다. 이와 함께 해당 동호회를 찾아가 문제가 된 내용에 대해 사과하였다.

### 퇴폐업소 논란
2011년 11월 4일에 방송된〈그녀들이 수상하다 - 위기의 주부들〉 편에서 레드모델바를 퇴폐업소로 묘사해 논란을 일으켰다. 제작진은 이에 대해 제작 과정에서 부정적인 내용도 포함됨을 밝혔으며, 레드모델바가 주부들이 스트레스를 풀 수 있는 곳으로 소개하기 위해 정식 촬영을 하였음을 밝혔다. 다만, 주부 도박, 알코올 중독, 지나친 주부 성형 등과 함께 소개되어 불건전한 장소로 잘못 알려지게 되자 해당 업소 관계자와 만나 폄훼할 의도가 없음을 설명하였다
.

### 후쿠시마 온천 홍보 논란
2011년 12월에 방송된 후쿠시마 온천 관광편에서, 아직 방사능 위험이 줄어들지 않은 시점에서 관광을 권장한다는 내용이 나와 시청자들을 분노케 했다. 이와 더불어 한국관광공사 역시 지하철에 후쿠시마 관광 홍보물을 게시해 많은 비판을 받았다.

## 결방
- 2015년 7월 3일 : 2015 광주 유니버시아드 개막식 중계방송으로 인한 결방
- 2015년 11월 20일 : 제52회 대종상 영화제 편성으로 인한 결방
- 2016년 3월 4일 : 공사창립특집으로 인해 2016 리우데자이네루 하계 올림픽 여자축구 아시아 최종예선 중계방송으로 인한 결방
- 2016년 4월 1일 : KBS 스포츠 2016 프로야구 중계방송으로 인한 결방
- 2016년 8월 12일 : 여기는 리우데자이네루(LIVE) 최장시간 중계방송으로 인한 결방
- 2016년 9월 16일 : 추석특선영화 <터미네이터>와 추석기획 언니들의 슬램덩크 편성으로 인한 결방
- 2016년 12월 16일 : 월화 미니시리즈 화랑 재방송으로 인한 결방
- 2017년 6월 2일 : <최고의 앞방> 편성으로 인한 결방
- 2017년 10월 6일 : 발레교습소 백조클럽과 <특선영화 - 형> 편성으로 인한 결방
- 2017년 10월 20일 : KBS 스포츠 2017 프로야구 중계방송으로 인한 결방
- 2017년 12월 17일 : 2017 KBS 가요대축제 편성으로 인한 결방
- 2018년 2월 16일 ~ 2018년 2월 23일 : 설특집으로 인해 여기는 평창(LIVE) 최장시간 중계방송으로 인한 결방
- 2018년 3월 9일 : 주말드라마 황금빛 내 인생 스페셜 편성으로 인한 결방
- 2018년 6월 15일 ~ 2018년 7월 6일 : 2018 러시아 FIFA 월드컵 중계방송으로 인한 결방
- 2018년 8월 17일 ~ 2018년 8월 24일 : 2018 자카르타 팔렘방 아시안게임 중계방송과 2018 드라마 스페셜 편성으로 인한 결방

## 경쟁 프로그램
- 공감 특별한 세상 (MBC TV)